# Partenariat pour un gouvernement ouvert
 (janvier 2025).
Le Partenariat pour un gouvernement ouvert (« PGO », en anglais : Open Government Partnership ou "OGP") est un partenariat multilatéral visant à promouvoir un gouvernement ouvert, à savoir la transparence de l'action publique et son ouverture à de nouvelles formes de concertation et de collaboration avec la société civile, en faisant notamment levier sur le numérique et les nouvelles technologies.
Cette initiative a été lancée le 20 septembre 2011 lors d'une réunion des huit pays fondateurs: Brésil, Indonésie, Mexique, Norvège, Philippines, Afrique du Sud, Royaume-Uni et États-Unis. En tant que secrétaire d'État américaine, Hillary Clinton a joué un rôle clé dans la mise en place de cet organisme, dont la philosophie s'inspire de la Open Government Initiative lancée par Barack Obama en 2009.
Le  PGO repose sur une gouvernance collégiale associant administrations et société civile. La France en a assuré la présidence entre septembre 2016 et octobre 2017, aux côtés de l'organisation internationale World Resources Institute.

## Objectifs
L'objectif est de fournir une plateforme internationale qui encourage les pays membres à réformer leur gouvernement afin de le rendre plus ouvert et plus responsable. S'appuyant sur les principes énoncés dans la Déclaration universelle des droits de l'homme et la Convention des Nations unies contre la corruption, cette initiative veut un engagement et une action sur quatre plans :
- Accroître la disponibilité des informations. Les membres s'engagent à promouvoir la divulgation des activités gouvernementales à tous les niveaux, à recueillir et publier les données sur les dépenses publiques et la performance du gouvernement en matière de services essentiels, et à publier des informations sans délai et dans des formats standard, que le public peut aisément comprendre et qui sont faciles à réutiliser[4].
- Encourager la participation du public, sans aucune discrimination. Les membres s'engagent à la transparence dans la prise de décision et la mise en place des politiques, et à prévoir des canaux de rétroaction adéquats. Ils s'engagent aussi à protéger la capacité des organisations non gouvernementales à fonctionner de façon cohérente avec leur engagement en faveur de la liberté d'expression, d'association et d'opinion. Ils s'engagent également à créer des mécanismes favorisant une meilleure collaboration entre gouvernements, organisations de la société civile et entreprises[4].
- Mettre en vigueur de très hauts standards d'intégrité professionnelle dans l'ensemble des administrations. Un gouvernement responsable[non pertinent] implique des standards éthiques élevés, ainsi que des codes de conduite pour les fonctionnaires. Les membres s'engagent à mettre en place des politiques anti-corruption extrêmement robustes, accompagnées de mécanismes et de pratiques favorisant la transparence dans la gestion des finances publiques et les achats du gouvernement. Ils s'engagent à établir ou à maintenir un cadre légal de publication des revenus et des avoirs des hauts fonctionnaires. Ils protègeront aussi les personnes dénonçant des irrégularités. Ils renforceront les moyens de dissuasion contre toute forme de corruption, tant dans le secteur public que privé et échangeront leur expertise en la matière[4].
- Faciliter l'accès aux nouvelles technologies pour aider à la transparence et à la responsabilité. Les nouvelles technologies offrent des possibilités accrues de partage de l'information, de participation du public et de collaboration. Les membres s'engagent à mettre en place des sites web sécurisés  offrant des services au public et facilitant la participation et l'échange d'idées[4].

## Pays membres et gouvernance

### Pays membres
Pour adhérer au PGO, les gouvernements nationaux s'engagent à défendre les principes d'un gouvernement ouvert et transparent en approuvant la Déclaration sur la gouvernance ouverte.
| Pays                        | Date d'adhésion | Zone géographique     |
| --------------------------- | --------------- | --------------------- |
| Albanie                     | 2011            | Europe                |
| Afrique du Sud*             | 2011            | Afrique, Moyen-Orient |
| Allemagne                   | 2016            | Europe                |
| Argentine                   | 2012            | Amérique              |
| Arménie                     | 2011            | Europe                |
| Australie                   | 2015            | Asie-Pacifique        |
| Benin                       | 2025            | Afrique, Moyen-Orient |
| Bosnie-Herzégovine          | 2014            | Europe                |
| Brésil*                     | 2011            | Amérique              |
| Bulgarie                    | 2011            | Europe                |
| Burkina Faso                | 2016            | Afrique, Moyen-Orient |
| Cap-Vert                    | 2015            | Afrique, Moyen-Orient |
| Canada                      | 2011            | Amérique              |
| Chili                       | 2011            | Amérique              |
| Colombie                    | 2011            | Amérique              |
| Costa Rica                  | 2012            | Amérique              |
| Côte d'Ivoire               | 2015            | Afrique, Moyen-Orient |
| Croatie                     | 2011            | Europe                |
| Équateur                    | 2018            | Amérique              |
| Espagne                     | 2011            | Europe                |
| Estonie                     | 2011            | Europe                |
| États-Unis*                 | 2011            | Amérique              |
| Finlande                    | 2012            | Europe                |
| France                      | 2014            | Europe                |
| Géorgie                     | 2011            | Europe                |
| Ghana                       | 2011            | Afrique, Moyen-Orient |
| Grèce                       | 2011            | Europe                |
| Guatemala                   | 2011            | Amérique              |
| Honduras                    | 2011            | Amérique              |
| Indonésie*                  | 2011            | Asie-Pacifique        |
| Irlande                     | 2013            | Europe                |
| Israël                      | 2011            | Europe                |
| Italie                      | 2011            | Europe                |
| Jamaïque                    | 2016            | Amérique              |
| Jordanie                    | 2011            | Afrique, Moyen-Orient |
| Kenya                       | 2011            | Afrique, Moyen-Orient |
| Kosovo (sans droit de vote) | 2023            | Europe                |
| Lettonie                    | 2011            | Europe                |
| Libéria                     | 2011            | Afrique, Moyen-Orient |
| Lituanie                    | 2011            | Europe                |
| Macédoine du Nord           | 2011            | Europe                |
| Malawi                      | 2013            | Afrique, Moyen-Orient |
| Malte                       | 2011            | Europe                |
| Maroc                       | 2018            | Afrique, Moyen-Orient |
| Mexique*                    | 2011            | Amérique              |
| Moldova                     | 2011            | Europe                |
| Mongolie                    | 2013            | Asie-Pacifique        |
| Montenegro                  | 2011            | Europe                |
| Nouvelle-Zélande            | 2013            | Asie-Pacifique        |
| Nigéria                     | 2016            | Afrique, Moyen-Orient |
| Norvège*                    | 2011            | Europe                |
| Panama                      | 2012            | Amérique              |
| Papouasie-Nouvelle-Guinée   | 2015            | Asie-Pacifique        |
| Paraguay                    | 2011            | Amérique              |
| Pays-Bas                    | 2011            | Europe                |
| Pérou                       | 2011            | Amérique              |
| Philippines*                | 2011            | Asie-Pacifique        |
| Portugal                    | 2017            | Europe                |
| République de Corée         | 2011            | Asie-Pacifique        |
| République dominicaine      | 2011            | Amérique              |
| Roumanie                    | 2011            | Europe                |
| Royaume-Uni*                | 2011            | Europe                |
| Sénégal                     | 2018            | Afrique, Moyen-Orient |
| Serbie                      | 2012            | Europe                |
| Seychelles                  | 2018            | Asie-Pacifique        |
| Sierra Leone                | 2013            | Afrique, Moyen-Orient |
| Slovaquie                   | 2011            | Europe                |
| Suède                       | 2011            | Europe                |
| Tchéquie                    | 2011            | Europe                |
| Timor oriental              | 2023            | Asie-Pacifique        |
| Tunisie                     | 2014            | Afrique, Moyen-Orient |
| Ukraine                     | 2011            | Europe                |
| Uruguay                     | 2011            | Amérique              |
| Zambie                      | 2024            | Afrique, Moyen-Orient |

* : membre fondateur

### Gouvernance
Le Partenariat repose sur une gouvernance collégiale réunie au sein d'un Comité directeur (Steering Committee), composé de 11 représentants des gouvernements et 11 représentants de la société civile, dont la composition est renouvelée tous les ans par élection.
La présidence tournante du Partenariat repose sur l'élection par le Comité directeur d'un pays président (Chair) soutenu pendant un an par un co-président qui lui succédera l'année suivante. Ces deux représentants, ainsi que deux représentants de la société civile, sont réunis dans un Comité exécutif (Governance and Leadership Subcommittee).

## Conditions d'accès
Pour devenir membre, un pays doit répondre à une série de critères correspondant aux valeurs du Partenariat, et établis selon une méthodologie détaillée sur le site du PGO :  
- transparence budgétaire et fiscale : mise à disposition du public et mise à jour régulière des documents fondamentaux relatifs à la dépense publique
- accès à l'information
- divulgation du revenu et des avoirs des élus et responsables publics
- participation et engagement des citoyens dans l'action publique

La combinaison de ces critères établit un score d'éligibilité chaque pays membre. Un pays doit remplir au moins 75 % de ces obligations pour pouvoir rejoindre le partenariat.

## Plans d'action nationaux
Chaque pays membre du Partenariat doit produire un plan d'action national visant à faire progresser la transparence et l'ouverture de l'action publique dans les domaines promus par le Partenariat. Ces plans, qui comportent une série d'engagements répondant à des grandes priorités d'action, doivent être co-produits par les organismes publics et la société civile. Ils sont établis pour deux ans.
L'ensemble de ces plans est accessible au public sur les pages des membres dans le site officiel du PGO.
Chaque pays doit fournir son propre rapport annuel.
Le contenu de ces plans et leur mise en œuvre sont évalués annuellement par un mécanisme d'évaluation indépendant (« IRM », Independent Reporting Mechanism) mis en place par le Partenariat. Le public est invité à participer à ce rapport par ses commentaires.

## Sommets
Les sommets regroupent plusieurs milliers de représentants des gouvernements membres et de la société civile.
| Year | Event             | Host                     | Dates                          |
| ---- | ----------------- | ------------------------ | ------------------------------ |
| 2012 | 1er Sommet du PGO | Brasilia, Brésil         | 17–18 avril 2012               |
| 2013 | 2e Sommet du PGO  | Londres, Royaume-Uni     | 31 octobre – 1er novembre 2013 |
| 2015 | 3e Sommet du PGO  | Mexico, Mexique          | 28–29 octobre 2015             |
| 2016 | 4e Sommet du PGO  | Paris, France            | 7–8 décembre 2016              |
| 2018 | 5e Sommet du PGO  | Tbilissi, Géorgie        | 18–19 juillet 2018             |
| 2019 | 6e Sommet du PGO  | Ottawa, Canada           | 29–30 mai 2019                 |
| 2021 | 7e Sommet du PGO  | Séoul, Corée du Sud      | 13–17 décembre 2021            |
| 2023 | 8e Sommet du PGO  | Tallinn, Estonie         | 6–7 septembre 2023             |
| 2025 | 9e Sommet du PGO  | Vitoria-Gasteiz, Espagne | 6–9 octobre 2025               |

## Financement
Le Partenariat pour un gouvernement ouvert est financé par une combinaison de contributions des pays membres, d’agences bilatérales de développement et de fondations philanthropiques privées. Les contributions des pays constituent un financement de base non affecté qui permet à l’unité de soutien de l’OGP de fournir des services à l’ensemble de ses membres. Les financements des donateurs bilatéraux et privés complètent ces ressources en soutenant des initiatives spécifiques et des priorités stratégiques.
Les contributions des pays sont basées sur Classification des revenus de la Banque mondiale et sur leur PIB, avec les niveaux recommandés suivants établis par le comité directeur. Une autre partie du financement provient de fondations privées.

## Limites de la transparence
À la suite des révélations d'Edward Snowden, en 2013, sur la surveillance de l'Internet par les services d'espionnage américains et de quelques pays alliés, les commissaires à l'information de 35 pays ont déclaré que « en principe, même les services de renseignement ne peuvent pas refuser au public le droit à la transparence ». Même si les sociétés ont besoin de poser des limites à la transparence afin de se défendre contre leurs ennemis, le besoin se fait sentir d'une « charte des droits numériques » ainsi que d'instances de supervision crédibles.